# Brittanya Karma
Brittanya Karma (tên tiếng Việt: Nguyễn Trần Phương Linh, sinh 22 tháng 3, 1991 – mất 29 tháng 11, 2020) là một nghệ sĩ hip-hop, vlogger, ngôi sao mạng xã hội người Đức gốc Việt.
Brittanya bắt đầu có lượng người theo dõi trực tuyến nhờ loạt video ghi lại cuộc sống của cô ở Đức. Cô lần đầu tiên được chú ý khi một bài đăng trên Facebook vui về mẹ cô được lan truyền trên mạng xã hội Việt Nam.  Năm 2018, cô tham gia chương trình The Bachelor Vietnam, mùa 1. Brittanya phát hành single đầu tay Tự Tin vào ngày 22 tháng 12 năm 2019. Video âm nhạc được quay tại Hamburg của bài hát này đã thu về hơn 4 triệu lượt xem trên YouTube. Brittanya xuất hiện cùng nữ hoàng nhạc pop Việt Nam Bảo Anh trong single Lười Yêu vào tháng 2 năm 2020.
Brittanya Karma qua đời vào ngày 29 tháng 11 năm 2020 ở Hamburg sau một thời gian chống chọi với COVID-19.

## Đĩa đơn
- "Tự Tin (Confidence)" (2019)
- "Dù Em Nghèo" (2020)